# Batomys
Batomys és un gènere de rosegadors de la família dels múrids. Els set representants coneguts d'aquest grup viuen (o vivien) tots a les Filipines. Tenen una llargada de cap a gropa de 18–20 cm i una cua de 14–18 cm. S'assemblen a les espècies del gènere Carpomys, però se'n diferencien per tenir la cua més curta i alguns detalls de la morfologia cranial i dental. Tenen el pelatge suau i espès. S'alimenten de fulles, llavors i fruita.